# Chính sách thị thực của Ai Cập
Du khách đến Ai Cập phải xin thị thực từ một trong những phái vụ ngoại giao Ai Cập trừ khi họ đến từ một trong những quốc gia được miễn thị thực hoặc thị thực tại cửa khẩu.  Du khách phải có hộ chiếu còn hiệu lực ít nhất 6 tháng kể từ ngày đến Ai Cập.
Vào tháng 3 năm 2015 họ thông báo rằng tất cả du khách nước ngoài đến Ai Cập du lịch phải có thị thực trước khi đến cho đến ngày 15 tháng 5 năm 1015. Ngoại lệ duy nhất là nhóm du lịch có tổ chức qua đại lý du lịch Ai Cập. Vào tháng 4 năm 2015 nhà chức trách Ai Cập thông báo rằng họ đã đảo lại quyết định này cho đến khi hệ thống thị thực điện tử hoạt động.

## Bản đồ chính sách thị thực

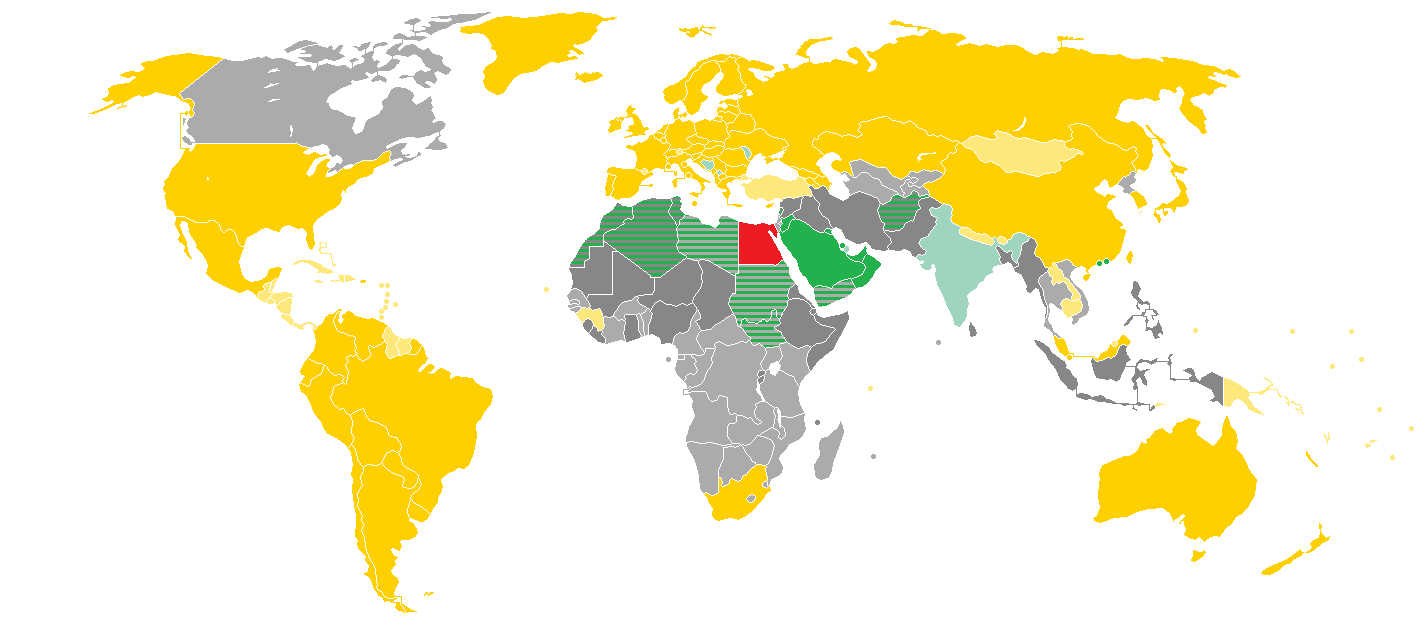
Bản đồ chính sách thị thực Ai Cập

## Miễn thị thực
Công dân của 7 quốc gia và vùng lãnh thổ sau có thể đến Ai Cập không cần thị thực trong 3 tháng:
| - Bahrain - Hồng Kông - Kuwait - Ma Cao | - Oman - Ả Rập Saudi - Các Tiểu vương quốc Ả Rập Thống nhất |

Chế độ miễn thị thực cũng áp dụng với công dân của các nước sau với một số điều kiện nhất định:
- Afghanistan – từ 50 trở lên hoặc từ 16 tuổi trở xuống
- Algeria – nếu nhỏ hơn hoặc bằng 14 tuổi
- Libya – provided being a female national or for residents of Butnan District on Sundays and Mondays.[8]
- Jordan – nếu có hộ chiếu ít nhất 5 nam, nếu hộ chiếu không có dấu của phòng hộ tịch Jordan ở mặt sau của hộ chiếu (trang 60)
- Liban – từ 50 tuổi trở lên hoặc từ 16 tuổi trở xuống
- Morocco – từ 14 tuổi trở xuống
- Sudan – từ 50 tuổi trở lên hoặc từ 16 tuổi trở xuống hoặc là một công dân nữ
- Tunisia – từ 14 tuổi trở xuống
- Yemen – từ 45 tuổi trở lên hoặc từ 18 tuổi trở xuống

Nếu đi theo nhóm du lịch gồm ít nhất 10 người là công dân của các quốc gia Algérie, Azerbaijan, Barbados, Belize, Trung Quốc, Costa Rica, El Salvador, Guatemala, Honduras, Ấn Độ, Jordan, Kazakhstan, Liban, Moldova (từ phụ nữ từ 15 đến 35 tuổi), Maroc, Nicaragua, Nga, Saint Vincent và Grenadines, Tunisia, Thổ Nhĩ Kỳ và Việt Nam mà có vé lượt về, đã được trước nơi ở và có thư mời đảm bảo có chữ ký từ một đại lý du lịch không cần thị thực để đến Ai Cập.
Miễn thị thực cũng áp dụng với vợ (trừ công dân Syria) của công dân Ai Cập có bằng chứng hôn nhân.

## Thị thực tại cửa khẩu

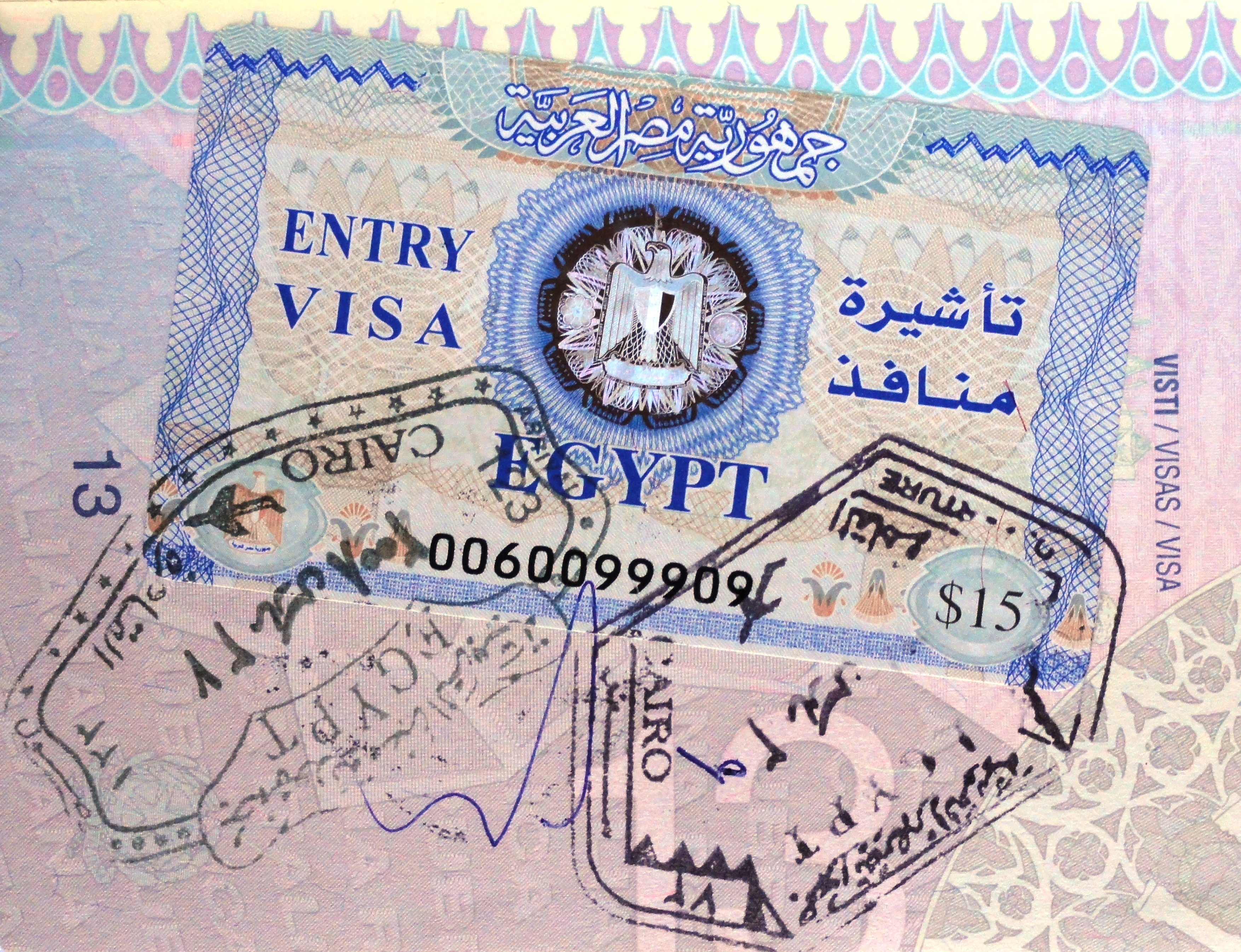
Visa on arrival

Theo Lãnh sự Ai Cập ở Vương quốc Anh, công dân của các nước sau có thể xin thị thực tại cửa khẩu ở bất cứ nơi nhập cảnh Ai Cập Nào:
| - Tất cả công dân liên minh châu Âu \| - Campuchia - Canada - Georgia - Hàn Quốc - Hoa Kỳ - Macedonia - Malaysia - Nhật Bản \| - Lào - Na Uy - New Zealand - Nga - Serbia - Úc - Ukraine \| |                                                           |
| - Campuchia - Canada - Georgia - Hàn Quốc - Hoa Kỳ - Macedonia - Malaysia - Nhật Bản | - Lào - Na Uy - New Zealand - Nga - Serbia - Úc - Ukraine |

Công dân  Trung Quốc có thể xin thị thực tại cửa khẩu nếu có vé lượt về, đặt trước khách sạn hạng sang và 2000 đô la Mỹ.
Công dân của  Malaysia đi du lịch có thể xin thị thực tại cửa khẩu tại Ai Cập có hiệu lực 15 ngày.
Công dân của  Thổ Nhĩ Kỳ từ 45 tuổi trở lên hoặc từ 20 tuổi trở xuông có thể xin thị thực tại cửa khẩu.
Theo dữ liệu chính phủ Ai Cập cung cấp cho IATA công dân của tất cả các quốc gia có thể xin thị thực tại cửa khẩu Ai Cập có hiệu lực 30 ngày trừ công dân của 84 quốc gia và vùng lãnh thổ sau: Afghanistan, Algeria, Angola, Armenia, Azerbaijan, Bangladesh, Barbados, Belarus, Belize, Bosnia và Herzegovina, Botswana, Burkina Faso, Burundi, Cameroon, Cape Verde, Cộng hoà Trung Phi, TChad, Trung Quốc, Comoros, Cộng hoà Congo, Cộng hoà Dân chủ Congo, Côte d'Ivoire, Djibouti, El Salvador, Guinea Xích Đạo, Eritrea, Ethiopia, Gabon, Gambia, Ghana, Guatemala, Guinea-Bissau, Honduras, Ấn Độ, Indonesia, Iran, Iraq, Israel, Kenya, Triều Tiên, R Kosovo, Kyrgyzstan, Liban, Lesotho, Liberia, Madagascar, Malawi, Malaysia, Mali, Mauritania, Mauritius, Moldova, Mông Cổ, Montenegro, Maroc, Mozambique, Myanmar, Namibia, Nicaragua, Niger, Nigeria, Pakistan, Palestine, Philippines, Sierra Leone, Somalia, Nam Phi, Sri Lanka, St. Vincent and the Grenadines, Sudan, Swaziland, Syria, Tajikistan, Tanzania, Thái Lan, Togo, Tunisia, Thổ Nhĩ Kỳ (trừ người dưới 20 tuổi và trên 45 tuổi), Turkmenistan, Uganda, Uzbekistan, Việt Nam, Zambia và Zimbabwe.

## Thị thực điện tử

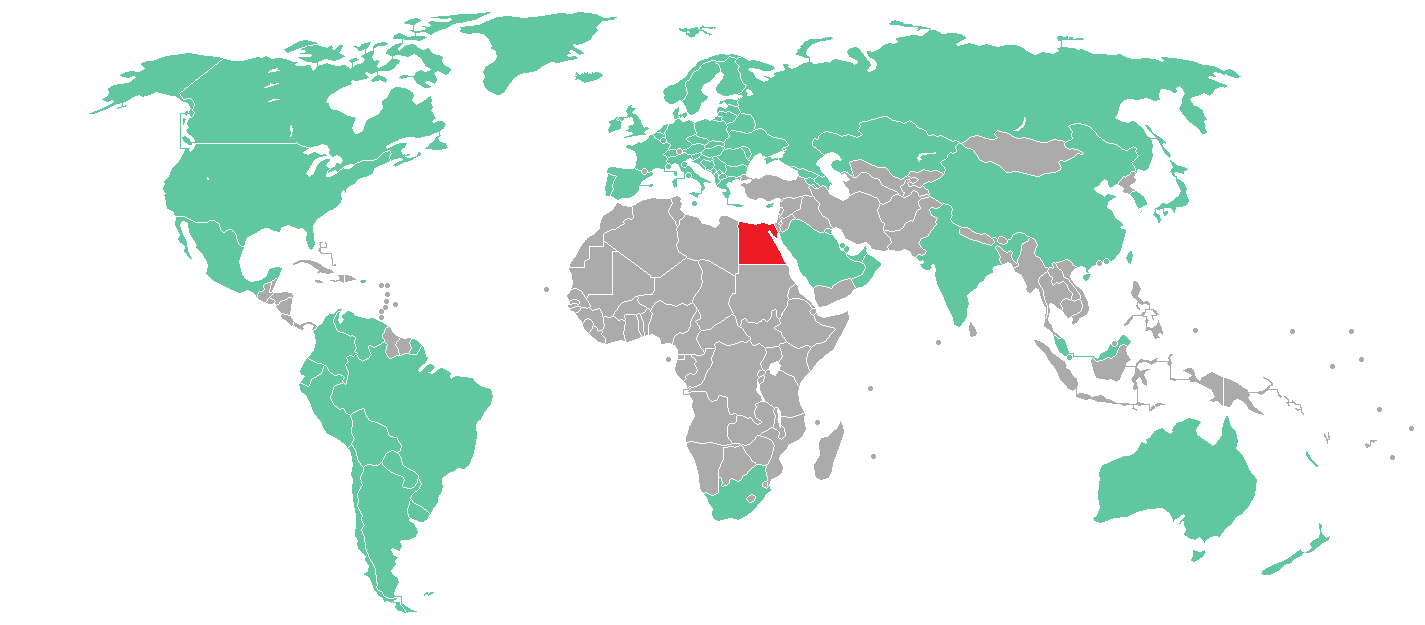
Những nước có thể xin thị thực điện tử đến Ai Cập
Ai Cập
Có thể xin thị thực điện tử

Từ ngày 3 tháng 12 năm 2017 công dân của 46 quốc gia có thể xin thị thực du lịch hoặc công tác có hiệu lực 30 ngày trực tuyến qua hệ thống thị thực điện tử.
| - Tất cả công dân Liên minh Châu Âu \| - Albania - Úc - Canada - Iceland - Nhật Bản - Triều Tiên - Hàn Quốc - Macedonia - Moldova \| - Monaco - Montenegro - Na Uy - Nga - Serbia - Thụy Sĩ - Ukraina - Hoa Kỳ - Thành Vatican \| \| |                                                                                           |  |
| - Albania - Úc - Canada - Iceland - Nhật Bản - Triều Tiên - Hàn Quốc - Macedonia - Moldova | - Monaco - Montenegro - Na Uy - Nga - Serbia - Thụy Sĩ - Ukraina - Hoa Kỳ - Thành Vatican |  |

## Yêu cầu thị thực được phê chuẩn
Theo lãnh sự Ai Cập ở Anh du khách sở hữu hộ chiếu của các quốc gia sau phải đích thân xin thị thực và phải có sự phê chuản từ nhà chức trách Ai Cập và thường mất vài tuần để thông qua — Afghanistan, Algérie, Bangladesh, Burundi, Tchad, Comoros, Djibouti, Eritrea, Ethiopia, Ghana, Indonesia, Iran, Iraq, Israel, Kosovo, Lebanon, Liberia, Mali, Mauritanie, Moldova, Maroc, Myanmar, Niger, Nigeria, Tunisia, Pakistan, Palestine, Philippines, Rwanda, Sierra Leone, Somalia. Công dân của Cộng hoà Liban mà là cư dân hợp pháp của Hội đồng Hợp tác vùng Vịnh được miễn yêu cầu này.

## Quá cảnh không cần thị thực
Người sở hữu vé chuyến tiếp theo có thể quá cảnh tối đa 12 giờ. Điều này không áp dụng với công dân của Iran vì họ cần phải xin thị thực quá cảnh. Người quá cảnh từ 6 đến 12 giờ được phép rời sân bay. Điều này không áp dụng với công dân Afghanistan, Liban, Palestine và Philippines vì họ phải ở lại khu vực quá cảnh và lên chuyến bay tiếp theo.

## Miễn thị thực cho hộ chiếu không phổ thông
Người sở hữu hộ chiếu ngoại giao, công vụ hoặc đặc biệt của các quốc gia sau không cần xin thị thực để đến Ai Cập:
| - Albania D O S Sp - Algeria D O S Sp - Áo D S - Argentina D O S Sp - Armenia D O S Sp - Ấn Độ D O - Belarus D O S Sp - Bolivia D O S Sp - Bosna và Hercegovina D - Bồ Đào Nha D Sp - Brasil D O S Sp - Chile D O S Sp - Cộng hoà Séc D O S Sp - Croatia D O S Sp - Cuba D O S Sp - Cyprus D O S Sp - Đan Mạch D S - Ecuador D O Sp - Gabon D O S Sp - Georgia D O S Sp - Guinea D O S Sp - Hàn Quốc D O S Sp - Hungary D - Hy Lạp D S - Ý D O S Sp - Jordan D O S Sp | - Kazakhstan D - Libya D O S Sp - Macedonia D O Sp - Malaysia D O S Sp - Maroc D O S Sp - Montenegro D - Nam Phi D O - Nga D S - Pakistan D - Palestine D - Paraguay D O S Sp - Peru D O S Sp - Philippines D - Serbia D - Slovakia D O S Sp - Slovenia D O S Sp - Sudan D O S Sp - Tây Ban Nha D O S Sp - Thổ Nhĩ Kỳ D O S Sp - Trung Quốc D S - Tunisia D O S Sp - Uruguay D O S Sp - Việt Nam D O S Sp - Yemen D O S Sp |

D — hộ chiếu ngoại giao
O — hộ chiếu công vụ
S — hộ chiếu công vụ
Sp — hộ chiếu đặc biệt